# Форестон (Илиноис)
Форестон (енгл. Forreston) град је у америчкој савезној држави Илиноис.

## Демографија
По попису из 2010. године број становника је 1.446, што је 23 (-1,6%) становника мање него 2000. године.
| Група             | 2000.         | 2010.         |
| Белци             | 1.441 (98,1%) | 1.391 (96,2%) |
| Афроамериканци    | 0 (0,0%)      | 4 (0,3%)      |
| Азијати           | 3 (0,2%)      | 1 (0,1%)      |
| Хиспаноамериканци | 18 (1,2%)     | 28 (1,9%)     |
| Укупно            | 1.469         | 1.446         |